# Kerken van Chiloé
De kerken van Chiloé in de Chileense archipel Chiloé zijn een bijzondere architecturale verschijning en worden gezien als de meest prominente gebouwen van de Chilote-architectuur. In tegenstelling tot de Spaanse koloniale bouw zijn de kerken van Chiloé geheel gebouwd van hout en bedekt met houten dakshingles. 
Er zijn op Chiloé zestig kerken die tot deze typologie behoren. De komst van jezuïeten was verantwoordelijk voor de bouw van deze kerken. De missionarissen reisden rond door de archipel, de kerken werden in de tussentijd door leken onderhouden. De houten kerken staan op de werelderfgoedlijst van UNESCO sinds 2000.
Nationaal park Paaseiland (Rapa Nui) · 
Kerken van Chiloé · 
Historische wijk van de havenstad Valparaíso ·
Salpetergroeves Humberstone en Santa Laura ·
Mijnstad Sewell ·
Qhapac Ñan, wegennetwerk van de Andes ·
Nederzetting en kunstmatige mummificatie van de Chinchorrocultuur in de regio's Arica en Parinacota